# Sarcaulus
Sarcaulus é um género botânico pertencente à família Sapotaceae.